# صالح فروانة
صالح عمر فروانة (أبو عمر؛ 1936 - 2013) هو شاعر فلسطيني وعميد عائلة فروانة، ولد في مدينة حيفا وتوفي في حي تل الهوى في قطاع غزة بتاريخ 10 مارس 2013.

## سيرته
هاجر صالح إلى غزة مع عائلته بسبب الإحتلال الإسرائيلي وأحداث النكبة وعاش معظم حياته بحي الصبرة ودرس الثانوية فيها، ثم حصل على ليسانس اللغة العربية من جامعة عين شمس بدرجة جيد جداً مع مرتبة الشرف. بعدها عاد إلى غزة وعمل مدرساً بمدارس الأونروا "وكالة غوث وتشغيل اللاجئين الفلسطينيين" ثم أصبح مديراً فيها.
خلال مسيرته المهنية أشرف على العديد من دورات التذوق الأدبي لمعلمي الإبتدائي والإعدادي وتفرغ بعده للكتابة الأدبية. ويعتبر فروانة من الشعراء المرموقين على مستوى الوطن وصدرت له العديد من الدواوين الشعرية الوطنية.
صدر له عن رابطة الكتاب والأدباء الفلسطينيين بمدينة غزة ديوان شعر بعنوان «مفردات فلسطينية» عام 2004 والجزء الثاني عام 2011 والذي يتكون من 78 قصيدة تعبر عن الواقع السياسي الفلسطيني في ظل الأحداث التي طرأت عليه والتي تعد انتفاضة الأقصى من أهمها، وهو الاسم الذي أطلق على الجزء الثاني.
يشار أن ابنه البكر عمر فروانة طبيب نسائية وعمل أستاذًا مساعدًا في كلية الطب البشري التابعة للجامعة الإسلاميَّة في غزة، وكان عميدًا لها. وتم اغتياله هو وزوجته وأبنائه وأحفاده في 15 أكتوبر 2023 خلال ضربةٍ جوية نفذتها القوات الجوية الإسرائيلية على منزله الكائن في حي تل الهوى جنوب غرب مدينة غزة، وذلك خلال الرد الإسرائيلي على عملية طوفان الأقصى.